# Kazeem Olaigbe
Kazeem Aderemi Olaigbe (Bruxelles, 2 gennaio 2003) è un calciatore belga, attaccante del Trabzonspor.

## Carriera

### Club
Olaigbe ha iniziato la sua carriera nel settore giovanile dell'Anderlecht, da cui poi si è trasferito al Southampton nel 2019. Il 15 febbraio 2022 ha rinnovato il contratto fino al 2024 ed il 27 giugno dello stesso anno è stato ceduto in prestito al Ross County per una stagione. Ha fatto il suo esordio nel calcio professionistico il 9 luglio in occasione dell'incontro di Scottish League Cup vinto ai rigori contro il Buckie Thistle e due settimane dopo ha segnato i suoi primi gol in carriera, realizzando una doppietta contro l'East Fife.
Il 31 gennaio 2023 ha fatto ritorno ai Saints per poi essere nuovamente girato in prestito il giorno stesso all'Harrogate Town in Football League Two.
Terminato il prestito, il 29 agosto 2023 è stato acquistato a titolo definitivo dal Cercle Bruges.
Il 3 febbraio 2025 viene acquistato dal Rennes.
Il 7 agosto 2025 viene ceduto a titolo definitivo al Trabzonspor.

### Nazionale
Ha giocato numerose partite con le varie nazionali giovanili belghe.

## Statistiche

### Presenze e reti nei club
Statistiche aggiornate al 17 novembre 2023.
| Stagione        | Squadra         | Campionato      | Campionato | Campionato | Coppe nazionali | Coppe nazionali | Coppe nazionali | Coppe continentali | Coppe continentali | Coppe continentali | Altre coppe | Altre coppe | Altre coppe | Totale | Totale | Totale |
| Stagione        | Squadra         | Comp            | Pres       | Reti       | Comp            | Pres            | Reti            | Comp               | Pres               | Reti               | Comp        | Pres        | Reti        | Pres   | Reti   |        |
| --------------- | --------------- | --------------- | ---------- | ---------- | --------------- | --------------- | --------------- | ------------------ | ------------------ | ------------------ | ----------- | ----------- | ----------- | ------ | ------ | ------ |
| 2022-gen. 2023  | Ross County     | PL              | 19         | 0          | CS+CdL          | 1+5             | 0+2             |                    | -                  | -                  |             | -           | -           | 25     | 2      |        |
| gen.-giu. 2023  | Harrogate Town  | FL2             | 19         | 3          | FACup+CdL       | 0               | 0               |                    | -                  | -                  | FLT         | 0           | 0           | 19     | 3      |        |
| 2023-2024       | Cercle Bruges   | D1              | 8          | 1          | CB              | 1               | 0               |                    | -                  | -                  |             | -           | -           | 9      | 1      |        |
| Totale carriera | Totale carriera | Totale carriera | 46         | 4          |                 | 7               | 2               |                    | -                  | -                  |             | 0           | 0           | 53     | 6      |        |